# Accidents de TGV
Pour un article plus général, voir TGV.

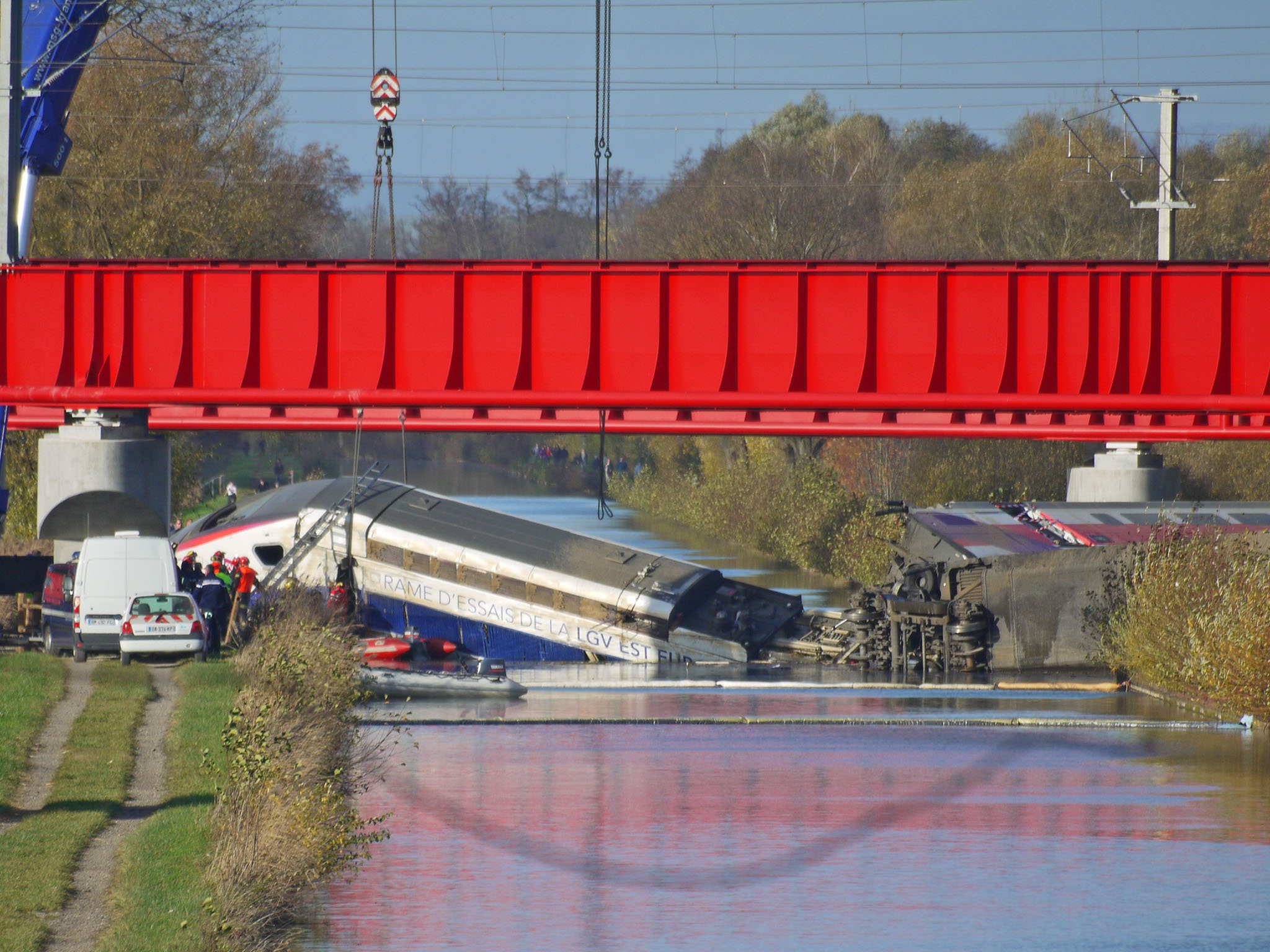
Motrice tombée dans le canal lors de l'accident d'Eckwersheim en 2015.

Les accidents de TGV  sont des événements impliquant des rames TGV qui ont des conséquences dommageables, telles que l'atteinte à l'intégrité des personnes ou des dommages matériels.

## Sûreté et grande vitesse ferroviaire
La grande vitesse ferroviaire est un des modes de transport les plus sûrs. Les chiffres de sécurité du système TGV sont exceptionnels. Aucune mort liée à l'exploitation commerciale à grande vitesse n'est à déplorer depuis le démarrage du service en 1981. Aujourd'hui, les TGV cumulent un trafic de l'ordre de cinquante milliards de voyageurs-kilomètres par an rien que sur les lignes à grande vitesse.
En 25 ans, le TGV a connu plusieurs accidents dont des déraillements à grande vitesse (dont un a été mortel lors de tests, en novembre 2015). Des morts ont été déplorées lors de collisions sur ligne classique avec des véhicules routiers à des vitesses plus modestes. Les rames, mêmes partiellement déraillées, sont le plus souvent restées dans leur position normale. Cette stabilité est attribuée en partie à la rigidité que sa structure articulée donne à la rame (à l'exception des motrices, qui reposent sur des bogies indépendants du tronçon de voitures). En octobre 2001 dans les Landes, une motrice s’est couchée sur le côté à la suite de la rupture d’un rail. En novembre 2015, lors de tests, une rame entière est sortie des voies et s'est disloquée en contrebas.
Pour élément de comparaison, en quarante ans de fonctionnement, le Shinkansen (qui roule uniquement sur ligne à grande vitesse) a transporté 4,2 milliards de voyageurs sans aucun blessé dû à un accident.
Il convient de distinguer deux situations :
- exploitation sur ligne à grande vitesse (LGV) ;
- exploitation sur ligne classique, au trafic mélangé.

En réalité, la première ne représente que 25 % environ des trains-kilomètres réalisés par les TGV. Or, la plupart des incidents les plus graves se sont produits sur ligne classique, là où les TGV sont exposés aux mêmes causes de risques externes que les autres trains.
En d'autres termes, l'exploitation commerciale à grande vitesse n'a jamais été par elle-même un facteur d'accident dans l'histoire du TGV.

## Listes d'accidents
Les listes ci-dessous ne sont pas exhaustives. Les incidents et accidents les plus importants sont décrits, mais il y en eut d'autres.

### Sur lignes à grande vitesse
- 14 décembre 1992, le TGV 920 Annecy-Paris, assuré par la rame 56, déraille à 270 km/h au passage dans la gare de Mâcon-Loché TGV (Saône-et-Loire) ; cause matérielle : blocage des roues d’un bogie par suite de la défaillance d’un composant électronique ; le bogie défaillant dérailla en franchissant les aiguillages à l’entrée de la gare ; aucun blessé dans le train, 25 personnes qui attendaient un autre TGV sur le quai sont légèrement blessées par des projections de ballast.
- 21 décembre 1993, le TGV 7150 Valenciennes-Paris, assuré par la rame 511, déraille à 300 km/h à hauteur d’Ablaincourt-Pressoir (Somme) ; la motrice de queue et les quatre dernières voitures déraillent mais restent dans l’axe de la voie ; cause voie : affaissement de la plate-forme au droit d’une ancienne galerie datant de la Première Guerre mondiale, non détectée ; sur les 200 passagers, un seul fut légèrement blessé.
- 5 juin 2000, l’Eurostar 9047 Paris-Londres, assuré par la rame 3101/2 appartenant à la SNCB, déraille à 250 km/h près de la bifurcation de Croisilles (Pas-de-Calais), à proximité d’Arras ; quatre bogies (sur 24) sont sortis des rails ; sur les 501 passagers, une dizaine furent légèrement commotionnés ; cause matérielle : une bielle de réaction du bogie moteur arrière de la motrice de tête retrouvée détachée serait à l’origine de l’accident[2].
- 14 novembre 2015 - Eckwersheim : déraillement d'un TGV d'essais (rame 744) sur la LGV Est européenne, provoquant onze morts[3]. Il s'agit du premier déraillement mortel de TGV en France[4].
- 5 mars 2020 - Ingenheim : la motrice et quatre voitures de la rame 4707 du TGV n°2350 reliant Colmar et Strasbourg à Paris déraillent sur la LGV Est européenne à la suite d'un glissement de terrain. Le conducteur est grièvement blessé, vingt-et-un passagers sont également blessés[5],[6].
- 24 décembre 2024 - Moisenay : le conducteur d'un TGV Saint-Etienne-Paris se suicide en sautant de la motrice en marche. Il n'y a aucun autre blessé ou victime[7],[8].

Autres incidents[réf. nécessaire] :
- un cas de perte d'un élément de carénage due à un défaut d'entretien, qui provoqua le bris de dix-sept vitrages blessant un voyageur ;
- au moins deux incendies, l'un dans un compartiment à bagages et l'autre sur une motrice ;
- au moins deux incidents d'ouverture de portes en marche ;
- un cas d'objet en béton posé sur la voie.

### Sur lignes classiques
- 11 mai 1981, une des toutes premières rames de TGV Sud-Est assurant le service du train Le Lyonnais sur la ligne classique entre Paris et Lyon, préalablement à l'ouverture de la ligne nouvelle à grand vitesse, fait l’objet, aux abords de la gare de Montereau, d’un attentat à la bombe attribué au groupe « Organisation Jacques Mesrine ». Cet attentat a selon la SNCF, « des conséquences très limitées [un début d’incendie] qui ont confirmé l’efficacité des dispositions retenues pour la construction de ce matériel »[9].
- 31 décembre 1983, une bombe placée dans le compartiment à bagages à l'entrée d'une remorque dans une rame TGV Sud-Est assurant un service Marseille-Paris. Elle explosa près de Tain-l'Hermitage au sud de Lyon dans la vallée du Rhône, quelques minutes avant une autre bombe placée dans une consigne à bagages dans la gare de Marseille-Saint-Charles. Ces deux attentats, œuvre du terroriste Ilich Ramírez Sánchez (connu sous le nom de Carlos), firent cinq morts (dont deux dans le train) et cinquante blessés (dont une trentaine dans le train)[10].
- 23 septembre 1988, le TGV 736 Grenoble-Paris heurte à 105 km/h un transport exceptionnel routier transportant un transformateur électrique de 100 tonnes, bloqué sur un passage à niveau à Voiron (Isère). La DDE (Direction départementale de l'équipement) n’avait pas autorisé le convoi exceptionnel à traverser ce passage à niveau. L'accident cause deux morts (le conducteur du TGV et un voyageur), et 62 blessés légers parmi les voyageurs[11]. La rame 70, baptisée « Melun » fut détruite, à l’exception de la motrice 23 140, qui a servi de motrice de réserve pour les rames PSE bicourant.
- 4 janvier 1991, à la suite d'erreurs de fonctionnement, la rame 360, vide, se mit en marche au dépôt des ateliers de Châtillon. La rame fut dirigée in extremis sur une voie inoccupée et vint s’encastrer à 70 km/h dans une rampe de chargement de voitures de la gare de Paris-Vaugirard. La motrice 24 119 fut détruite, et les remorques 1, 2, 3 et 4 gravement endommagées. Il n’y eut aucune victime et la rame fut reconstituée.
- 25 septembre 1997, le TGV 7119 Paris-Dunkerque, assuré par la rame 502, percuta à 130 km/h une goudronneuse de 70 tonnes immobilisée sur le passage à niveau no 164 à Bierne (Nord). Il y eut 7 blessés. La motrice 28 004 fut radiée.
- 31 octobre 2001, le TGV 8515 Paris-Irun, assuré par la rame 363, déraille à Saubusse (Landes) entre Dax et Bayonne à 130 km/h ; les 10 voitures ont déraillé et la motrice arrière 24 125 s’est couchée sur la voie ; cause voie : rail cassé ; sur les 422 passagers, six furent blessés légèrement.
- 30 janvier 2003, le TGV Dunkerque-Paris heurte à 106 km/h un poids lourd[source insuffisante] bloqué sur le passage à niveau d’Esquelbecq[12]. De gros dégâts sont constatés sur la motrice mais seul un essieu a déraillé, seul le conducteur du TGV est cependant blessé. Pourtant, des efforts avaient été faits depuis le premier accident de ce type pour essayer de supprimer tous les passages à niveau des voies empruntées par le TGV.[réf. nécessaire]. C’est notamment le cas pour le TGV Atlantique circulant sur ligne classique entre Le Mans et Nantes via Angers ainsi qu’entre Tours et Bordeaux via Poitiers et Angoulême.
- 19 décembre 2007, à Tossiat (Ain), le TGV 6561 Paris-Genève (rame 46) a heurté à 153 km/h un camion circulant en convoi exceptionnel sur un itinéraire non autorisé et arrêté sur le passage à niveau de la D64, causant 22 blessés légers dans le train et la mort du conducteur du camion. Le train a déraillé et poursuivi sa trajectoire sur quelques centaines de mètres, mais ne s’est pas couché[13].
- 17 juillet 2014, aux abords de Denguin (Pyrénées-Atlantiques), un TGV Tarbes-Paris (rame 318) circulant à 30 km/h est rattrapé par un TER Aquitaine Pau-Bordeaux circulant à 95 km/h, causant 35 blessés. Selon l'enquête du BEATT, la cause de l'accident est un dysfonctionnement de signalisation, probablement dû à des dégâts électriques provoqués par des rongeurs[14],[15].
- 24 août 2018, à l'entrée de la gare de Marseille-Saint-Charles (Bouches-du-Rhône) un TGV en provenance de Paris-Gare de Lyon déraille mais ne se couche pas. Aucun blessé n'est à déplorer parmi les 350 passagers[16].
- 27 août 2024, à Béclers (Tournai, Belgique), un TGV Paris-Nord-Bruxelles, qui circulait sur la ligne classique en raison du renouvellement de la voie de la LGV 1, assuré par la rame 4521, percute la remorque qui s'était détachée d'un tracteur à un passage à niveau. Cet accident fait deux blessés voyageurs[17].

D'autres incidents incluent[réf. souhaitée] :
- un voyageur tué en tentant de monter à bord d'un train en marche ;
- un conducteur tué en tentant de monter à bord d'un train en marche ;
- un voyageur blessé sur un quai par un amortisseur cassé ;
- un tripode de transmission cassé ;
- une collision due à une erreur d'aiguillage ;
- un incendie volontaire sur une rame vide garée ;
- deux cas de collisions à faible vitesse avec des obstacles fixes par suite de l'oubli du frein d'immobilisation.
- déraillement d'une rame à proximité de Nancy alors qu'elle manœuvrait dans un triage : aiguillage tourné sous la rame.
- en 1998, un cas d'attentat raté par une bombe posée sur la voie[18].
- en 2014, un cycliste percuté à un passage à niveau entre Belfort et Mulhouse[19].

## Accidents concernant d'autres systèmes de trains à grande vitesse
D'autres trains à grande vitesse que le TGV ont connu des accidents parfois graves, comme en Allemagne, en Chine et en Espagne.
- Accident ferroviaire d'Eschede,
- Accident ferroviaire de Wenzhou,
- Accident ferroviaire de Saint-Jacques-de-Compostelle.